# Хултыгов, Лечи Абдулхалакович
Ле́чи (Ле́ча) Абдулхала́кович Хулты́гов (29 июля 1972 — 21 июня 1998, Джохар, Чеченская Республика Ичкерия) — чеченский деятель органов государственной безопасности, директор службы национальной безопасности Ичкерии. Бригадный генерал (ЧРИ).

## Биография
30 декабря 1997 года стал исполняющим обязанности директора, а с 6 января 1998 года директором Службы национальной безопасности, сменив на этом посту Апти Баталова.
Хултыгов неоднократно и публично выступал с призывами к соратникам прекратить политические интриги и признать власть Аслана Масхадова. Также он позиционировал себя как инициатора и решительного бойца с преступностью. Он объявил врагами чеченского государства и народа бывших бойцов вооружённого сопротивления, замешанных в уголовных преступлениях и первым признал, что ряд влиятельных полевых командиров и участников войны причастны к бандформированиям. В этой борьбе Хултыгов считал возможным применение самых жёстких мер. Он одним из первых выдвинул идею публичных расстрелов. Первый такой расстрел, состоявшийся в центре Грозного в августе 1997 года, вызвал широкий отклик в республике и за её пределами. Престиж Хултыгова в Ичкерии после этого события сильно вырос, что было обусловлено, в первую очередь, сложной криминальной обстановкой в Ичкерии в тот момент.
При нём была проведена чистка рядов СНБ, он принимал меры к повышению профессионализма сотрудников. За февраль 1998 года были уволены не менее двух начальников управлений и их заместителей, четырёх начальников отделов и их заместителей, более 20 оперативных сотрудников. В марте образовавшиеся вакансии были заполнены за счёт вертикального перемещения сотрудников. Через три месяца была проведена повторная переаттестация.
В начале 1998 году ситуация в Ичкерии обострилась из-за активизации ваххабитов, навязывавших населению своё толкование ислама. Хултыгов выступил с публичным заявлением, в котором утверждал, что их действия прямо противоречат национальным традициями чеченцев. Также он утверждал, что ситуацию дестабилизируют агенты иностранных разведок, в том числе из мусульманских стран, таких как, например, Турция и Пакистан, преследующие корыстные цели. В то же время Хултыгов выступал за сотрудничество с российскими спецслужбами. Он не ограничивался словами: в декабре 1997 года он посетил Москву, где наладил контакты с руководством ФСБ для борьбы с преступностью и терроризмом.
Весной 1998 года в результате совместных действий СНБ и Антитеррористического центра было задержано несколько десятков боевиков. Целый ряд иностранных граждан, проповедовавших религиозный экстремизм и нетерпимость, были высланы из страны. Эти действия вызвали резкую реакцию радикальных исламистов, подвергших Хултыгова жёсткой критике. Группа высших религиозных и правительственных чиновников обратилась к Масхадову с требованием отстранения Хултыгова от руководства СНБ. Однако президент Ичкерии поддержал действия Хултыгова.
21 июня 1998 года группа боевиков под руководством Джафарова, принадлежавших к формированиям Салмана Радуева, захватила здание Госкомитета Ичкерии по телевидению и радиовещанию. В ходе перестрелки, в которую переросли переговоры, были застрелены Джафаров, Хултыгов и один из сотрудников СНБ. На Радуева было заведено уголовное дело, но оно было спущено на тормозах. Оно не имело перспектив, так как только в Грозном у Радуева было 2500 вооружённых сторонников. Исполняющим обязанности директора СНБ стал бригадный генерал М. Кориев. В августе того же года новым директором СНБ стал брат покойного директора майор Ибрагим Хултыгов.
После гибели Хултыгова площадь Дружбы народов в Грозном была переименована в его честь.